# Motion City Soundtrack
Motion City Soundtrack — американская рок-группа, основанная в Миннеаполисе, штат Миннесота, в 1997 году. Группа состоит из вокалиста и гитариста Джастина Пьера, ведущего гитариста Джошуа Каина, клавишника Джесси Джонсона, басиста Мэтью Тейлора и барабанщика Тони Такстона. За свою карьеру группа много гастролировала и выпустила шесть студийных альбомов. Большинство из них вышли на независимом лейбле Epitaph Records. Группа была создана Каином и Пьером. Коллективу потребовалось несколько лет, чтобы сформировать стабильный состав.
Дебютный альбом группы I Am the Movie был выпущен в 2003 году. Прорывом коллектива, с коммерческой точки зрения, стал вышедший в 2005 году диск Commit This to Memory. Следующий альбом группы Even If It Kills Me, вышел в 2007 году. На протяжении многих лет группа была одним из главных участников музыкального фестиваля Warped Tour. Четвёртый альбом группы My Dinosaur Life вышел на лейбле Columbia в 2010 году. Однако свой пятый альбом Go музыканты выпустили в 2012 году на родном для себя лейбле Epitaph Records. Последний альбом коллектива Panic Stations вышел в 2015 году. В 2016 году коллектив распался, однако объявил о своем воссоединении в 2019 году.

## История группы

### Создание группы и первые годы существования (1997—2003)
Motion City Soundtrack был основан в Миннеаполисе, штат Миннесота, в 1997 году певцом-автором песен Джастином Пьером и гитаристом Джошуа Каином. Ранее молодые люди играл отдельно друг от друга в нескольких группах. Название коллектива было придумано братом Каина, Брайаном. В первые годы музыканты прошли через несколько изменений в составе. Первым релизом группы стал 7-дюймовый сингл Promenade / Carolina, выпущенный в 1999 году. Следующие два релиза группы — Kids for America и Back to the Beat — были выпущены в следующем году.
Большую часть своего дебютного альбома I Am the Movie коллектив записал за десять дней. Изначально копии первого альбома были записаны на дискеты, которые музыканты запечатывали вручную. В течение года участники коллектива распространяли свой первый альбом, продавая его из их туристического фургона. Группа начала получать предложения от различных звукозаписывающих лейблов, включая Universal, Triple Crown Records и Drive-Thru Records. Тем временем, Бретт Гуревиц, основатель Epitaph Records, узнал о группе от участников группы Matchbook Romance. Он посетил четыре их шоу в Лос-Анджелесе, и предложил музыкантам подписать контракт. Сами музыканты склонялись к сотрудничеству с Universal, однако условия Epitaph показались им более честными.

### Первые успехи коллектива (2003—2006)
После подписания контракта с Epitaph музыканты записали три новые песни с группами Reggie и Full Effect, а также с Ultimate Fakebook для EP, который так и не был выпущен. Однако новые песни были добавлены ко второму выпуску I Am the Movie, который был выпущен уже при помощи Epitaph 24 июня 2003 года. После начала работы с крупным лейблом музыканты в этом же году посетили с гастролями Великобританию вместе с группой Sugarcult. Затем музыканты выступили на известном музыкальном фестивале Warped Tour.
Группа начала активно гастролировать. В США они выступали совместно с такими коллективами, как Fall Out Boy и Simple Plan и MxPx . В Европе коллектив выступал совместно с Sugarcult, All-American Rejects и Limbeck. В течение этого времени группа также сняла музыкальные клипы для синглов The Future Freaks Me Out и My Favorite Accident.
В 2004 году группа присоединилась к Blink-182 для совместных гастролей по Европе и Японии. Совместный тур стал возможен благодаря тому, что на молодых музыкантов обратил внимание басист Blink — 182 Марк Хоппус. Далее Каин пригласил Хоппуса продюсировать второй альбом коллектива Commit This to Memory, и он согласился. Во время записи второго альбома Motion City Soundtrack отправились в свой первый хедлайнерский тур The Sub-Par Punk Who Cares Tour 2004. К концу 2004 года группа отыграла более 270 шоу. Второй альбом был выпущен 7 июня 2005 года, достигнув второго места в чарте независимых альбомов Billboard. Пьер подсчитал, что к 2005 году было продано почти 500 000 копий альбома. Музыкальные клипы группы вошли в ротацию музыкальных телеканалов, таких, как MTV2. Кроме того, музыканты выступили в популярном американском шоу «Поздний вечер» с Конаном О’Брайеном.
2005 год коллектив начал с совместного тура с Romance Matchbook и From First to Last. Затем Motion City Soundtrack выступали на Warped Tour 2005, а также отправились в совместный тур Nintendo Fusion Tour с Fall Out Boy, Panic! At the Disco и The Starting Line.

### Продолжение успеха (2007—2010)
Третий альбом коллектива Even If It Kills Me вышел 18 сентября 2007 года. Эта пластинка группы достигла успехов: она заняла 16 место в Billboard 200 и номер один в чарте независимых альбомов журнала Billboard. Песня This Is for Real стал их лучшим синглом, достигшим 48-го места в Австралии. В 2008 году группа заключила рекламные соглашения с Coca-Cola и Pepsi, их музыка была лицензирована в различных телевизионных шоу, фильмах и видеоиграх.
В мае 2008 года группа выпустила акустический EP с песнями с альбома Even If It Kills Me. После выхода этого EP группа отправилась в Honda Civic Tour с Panic на Disco и Phantom Planet, а затем приняла участие в Warped Tour 2008.
Затем Motion City Soundtrack Motion подписали контракт на запись нескольких альбомов с Columbia Records.Для работы над следующей пластинкой музыканты вновь привлекли в качестве продюсера басиста Blink — 182 Марка Хоппуса. Альбом в основном записывался в студии Хоппуса — Opra Music в Северном Голливуде в период с апреля по июнь 2009 года.
Новая пластинка группы вышла под названием My Dinosaur Life 19 января 2010 года. Этот альбом коллектива достигнул 15 места в чарте Billboard 200. В течение 2010 года группа успела выступить совместно с группой Weezer, посетить с концертами Великобританию и Австралию, отправиться в совместный тур с Say Anything, а также снять клипы на Her Words Destroyed My Planet и A Lifeless Ordinary. Однако в этом же году Columbia Records разорвала контракт с группой. По словам Пьера, это решение лейбла было связано с тем, что альбом получился не таким коммерчески успешным, как рассчитывала звукозаписывающая компания.

### Деятельность группы в 2011—2016
После разрыва контракта с Columbia Records в январе 2011 года коллектив отправился в Бразилию, чтобы выступить вместе с группой All Time Low. По возвращении Motion City Soundtrack начали записывать свой пятый студийный альбом под названием Go с продюсером и давним другом Эдом Акерсоном в его студии Flowers Studio в Миннеаполисе. Группа записывала эту работу в свободное время и своими силами. После записи Go группа отправилась в тур 4 Albums. 2 Nights. 7 Cities, в ходе которого группа исполняла свои старые композиции. В течение этого периода времени музыканты искали лейбл, чтобы выпустить Go. В конце концов Motion City Soundtrack вернулись к Epitaph. Go был выпущен 12 июня 2012 года. Этот альбом группы достигнул 46-го места в Billboard 200. Главным синглом стала песня True Romance. Оставшуюся часть года коллектив провел в туре по странам Азии и США.
Барабанщик Тони Такстон покинул группу в марте 2013 года после долгой борьбы с депрессией, отчасти вызванной непрерывным гастрольным графиком. Место Такстона в коллективе занял Клаудио Ривера из Saves the Day. С ним группа выпустила сингл Inside Out. Коллектив сразу же приступил к работе над новым альбомом, но прогресс записи шел очень медленно.
В 2013 году Motion City Soundtrack выпустили документальный фильм I Am the Movie: The Movie. В основном в него вошли кадры, снятые во время создания первого альбома.
Затем группа участвовала в Warped Tour 2013 и отправилась в совместный тур с Relient K в ноябре 2013 года. В июне 2014 года группа записала свой шестой альбом Panic Stations. Он был записан всего за две недели. Однако его выход был отложен более чем на год из-за рождения дочери у Пьера. В итоге Panic Stations был выпущен 18 сентября 2015 года. Эта работа Motion City Soundtrack получила положительные отзывы музыкальных критиков. В октябре — ноябре 2015 года коллектив гастролировал вместе с группой Wonder Years.
Весной 2016 года Motion City Soundtrack объявили о своем распаде. В одном из интервью Пьер подробно изложил причины. В частности, он отметил моральное истощение из-за многочисленных гастролей и необходимостью быть с семьями. Группа отправилась в прощальное турне по Северной Америке с мая по сентябрь 2016 года. На это время в группу вернулся первый барабанщик Тони Такстон. Они отыграли свое последнее аншлаговое шоу в Metro в Чикаго 18 сентября 2016 года.

### Воссоединение группы (2019 — наши дни)
В июне 2019 года Motion City Soundtrack объявила о своем воссоединении и новом туре коллектива по США. Он был назван Don’t Call It a Comeback и начался в январе 2020 года.

## Участники

### Нынешний состав группы
- Джастин Пьер — вокал, ритм — гитара (1997—2016, 2019-настоящее время), фортепиано (2002—2003)
- Джошуа Каин — гитара, бэк-вокал (1997—2016, 2019-настоящее время)
- Джесси Джонсон — клавишные (2001—2016, 2019-настоящее время)
- Мэтью Тэйлор — бас, бэк-вокал (2002—2016, 2019-настоящее время)
- Тони Такстон — барабаны, перкуссия, бэк-вокал (2001—2013, 2016, 2019-настоящее время)

### Бывшие участники группы
- Джо Скиннер — ритм — гитара (1997)
- Эндрю Уитни — барабаны (1997—1998)
- Эндрю Грун — синтезатор (1998)
- Остин Линдстром — бас-гитара (1998—2000, 2001—2002)
- Мэтт Поточик — бас-гитара (2000—2001)
- Сидни Бургдорф — барабаны (2001)
- Клаудио Ривера — барабаны, перкуссия, бэк-вокал (2013—2016)

## Дискография
- Am the Movie (2003)
- Commit This to Memory (2005)
- Even If It Kills Me (2007)
- My Dinosaur Life (2010)
- Go (2012)
- Panic Stations (2015)